# Sven Elvestad
Sven Elvestad (nacido Kristoffer Elvestad Svensen, 7 de septiembre de 1884 – 18 de diciembre de 1934) fue un periodista y escritor noruego. Es más conocido por sus historias de detectives, publicadas con los alias Kristian F. Biller y Stein Riverton, y traducidas a varios idiomas, entre ellos el alemán y el inglés.

## Biografía

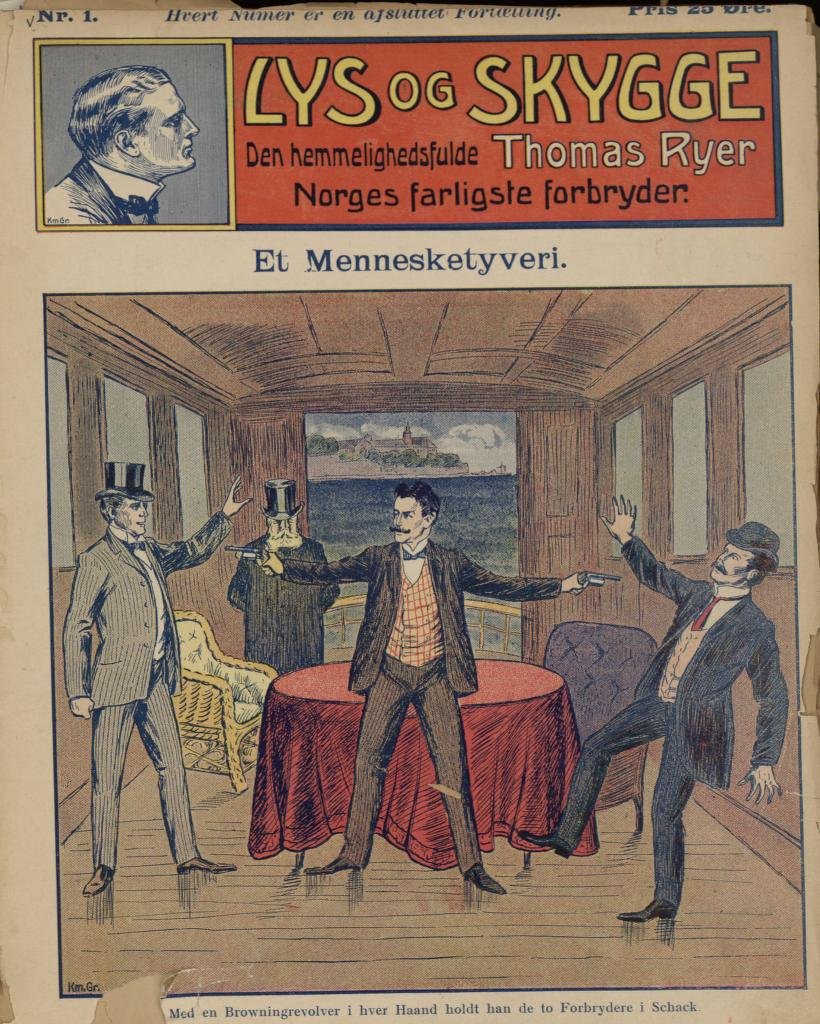
Knut Gribb (1908).

Elvestad nació en Fredrikshald (actual Halden), provincia de Østfold, próximo a la frontera con Suecia. Era hijo del oficial Karl Edvin Svendsen y de Adolfine Helene (nacida Elvestad) y tenía un hermano y dos hermanas. Cuando murió su padre, en marzo de 1900, mientras se encontraba de servicio en el mar, Elvestad se vio obligado a empezar a trabajar para mantener a su familia. Consiguió una serie de trabajos temporales como agente y repartidor, llegando a trabajar con Carl Nielsen en Adelgata.

### Periodismo
Elvestad comenzó a trabajar como periodista en diferentes medios de comunicación metropolitanos. Su primera historia de detectives la publicó en un periódico local. Fue en esta publicación cuando dio vida al que sería un personaje importante de la saga, el detective Asbjørn Krag. Los cuentos se publicarían semanalmente, cumpliendo con las demandas del periódico, que exigía un producto de calidad que conectara con los lectores y les incentivara a renovar su suscripción. Los diversos fascículos se publicaron de forma anónima.
En 1907 los artículos serían adaptados al formato libro. En esta ocasión, Elvestad utilizaría por primera vez el alias de Stein Riverton. En 1908 publicaría dos librillos, Luz y sombra y El ladrón, cuyo argumento se centra en las peripecias del detective Knut Gribb y de su némesis Thomas Ryer. Sven Elvestad publicaría las primeras 28 historias con el alias Kristian F. Biller, antes de cambiarlo por el de Stein Riverton. Elvestad reeditaría su obra más adelante, sustituyendo al detective Knut Gribb por el más comercial Asbjørn Krag.
Desde 1910 hasta su muerte, Elvestad ejerció el periodismo en Tidens Tegn. Llegaría a supervisar la edición del periódico. Entre 1923 y 1924 residió en Baviera junto a escritores de la talla de Bjørn Bjørnson, Victor Mogens y Alfred Hagn. Fue el primer extranjero en entrevistar a Adolf Hitler. Elvestad pasaría largas temporadas en Dinamarca e Italia, en la villa de Positano, en la península de Sorrento. Aquí recibiría la visita de su colega periodista Trygve Hjorth-Johansen. Fue durante una de sus muchas estancias en Italia, cuando Elvestad fijó sus ojos en Benito Mussolini y en el fascismo de los años 1920. Llegaría a mostrar su simpatía por el nazismo, aunque su fallecimiento en 1934 le impediría ver las consecuencias de esta ideología en su propio país y en el resto de Europa.

## Muerte
Elvestad fue encontrado sin vida el 18 de diciembre de 1934 en un hotel del municipio de Skien. El escritor tenía pensado realizar un viaje de peregrinación a Palestina el día siguiente. Tras un largo historial de problemas con el alcohol, los órganos de Elvestad se encontraban visiblemente afectados y su esperanza de vida era muy corta. Según la prensa de la época, la causa de la muerte pudo haber sido un fallo múltiple, una embolia o un paro cardíaco.